# Ritratto di Richard Wagner
Il Ritratto di Richard Wagner è un dipinto del pittore francese Pierre-Auguste Renoir, realizzato nel 1882 e conservato al museo d'Orsay di Parigi.

## Descrizione
Nel 1882 Renoir si recò in Italia, sulle orme dell'amato Ingres (che pure viaggiò nel Bel Paese con l'intento di studiare l'arte antica e i maestri rinascimentali). Il suo fu un viaggio molto fruttuoso e lungo, e quando giunse a Palermo seppe all'improvviso che nella stessa città stava risiedendo, proprio in quel momento, il celebre compositore tedesco Richard Wagner. Renoir, nonostante il suo mestiere da pittore, si interessava alla musica con grande sensibilità e perciò premette per incontrare il maestro e ritrarlo: dopo due tentativi fallimentari, l'artista riuscì alla fine a incontrare il maestro, proprio il giorno dopo che aveva portato a termine il Parsifal.
Renoir ebbe così modo di incontrare Wagner. La seduta di posa per il suo ritratto, tuttavia, fu molto sbrigativa - durò appena trentacinque minuti - e lo stesso Wagner non era pienamente convinto dei risultati, e trattò il pittore in modo assolutamente scostante e precipitoso. A testimoniarci l'accoglienza non caldissima che ricevette il Ritratto di Richard Wagner è lo stesso Renoir, che il 15 gennaio 1882 indirizzò una lettera ad un amico scrivendovi:
Se Wagner apprezzò poco l'omaggio di Renoir, lo stesso non si può dire per il critico d'arte Julius Meier-Graefe, prodigo di plausi per questo Ritratto:
(Julius Meier-Graefe)